# Sinotaia quadrata
Sinotaia quadrata е вид охлюв от семейство Viviparidae. Видът не е застрашен от изчезване.

## Разпространение и местообитание
Разпространен е в Китай (Анхуей, Гуандун, Гуанси, Джъдзян, Дзянси, Дзянсу, Фудзиен, Хубей, Хунан, Хъбей, Хънан, Шандун и Юннан), Провинции в КНР, Северна Корея, Тайван, Хонконг, Южна Корея и Япония (Кюшу).
Обитава сладководни басейни и реки.